# Robert Castell
Robert Castell (Inglaterra,? - 1729) foi um arquiteto inglês.
É mais lembrado pelo seu livro The Villas of the Ancients Illustrated (1728), onde fez traduções de cartas de Plínio, o Jovem, e ofereceu ilustrações propondo a reconstrução ideal de edifícios da Antiguidade. Foi dedicado a Lord Burlington, na época de florescimento da arquitetura palladiana na Inglaterra.